# Pfarrkirche Hermagor

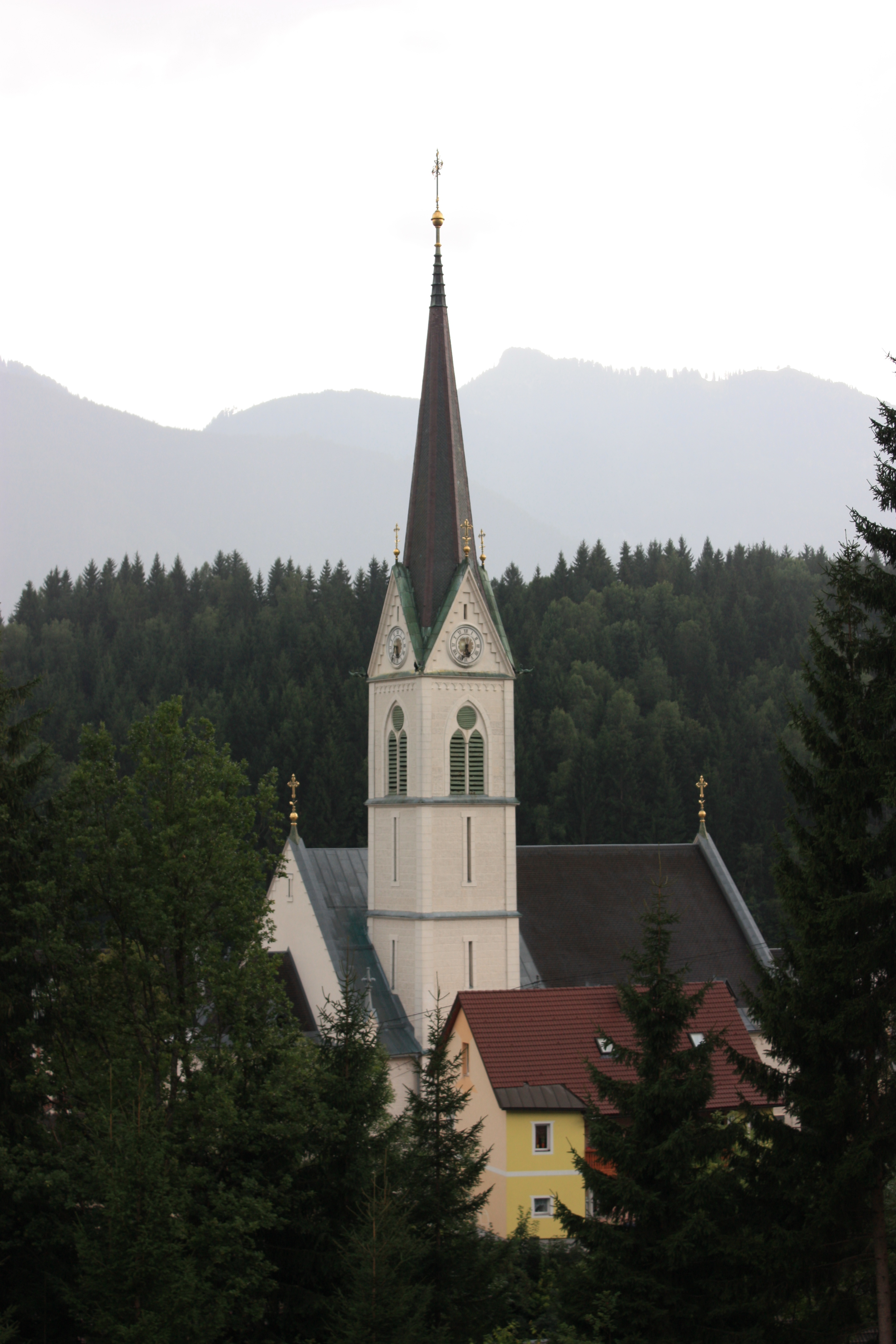

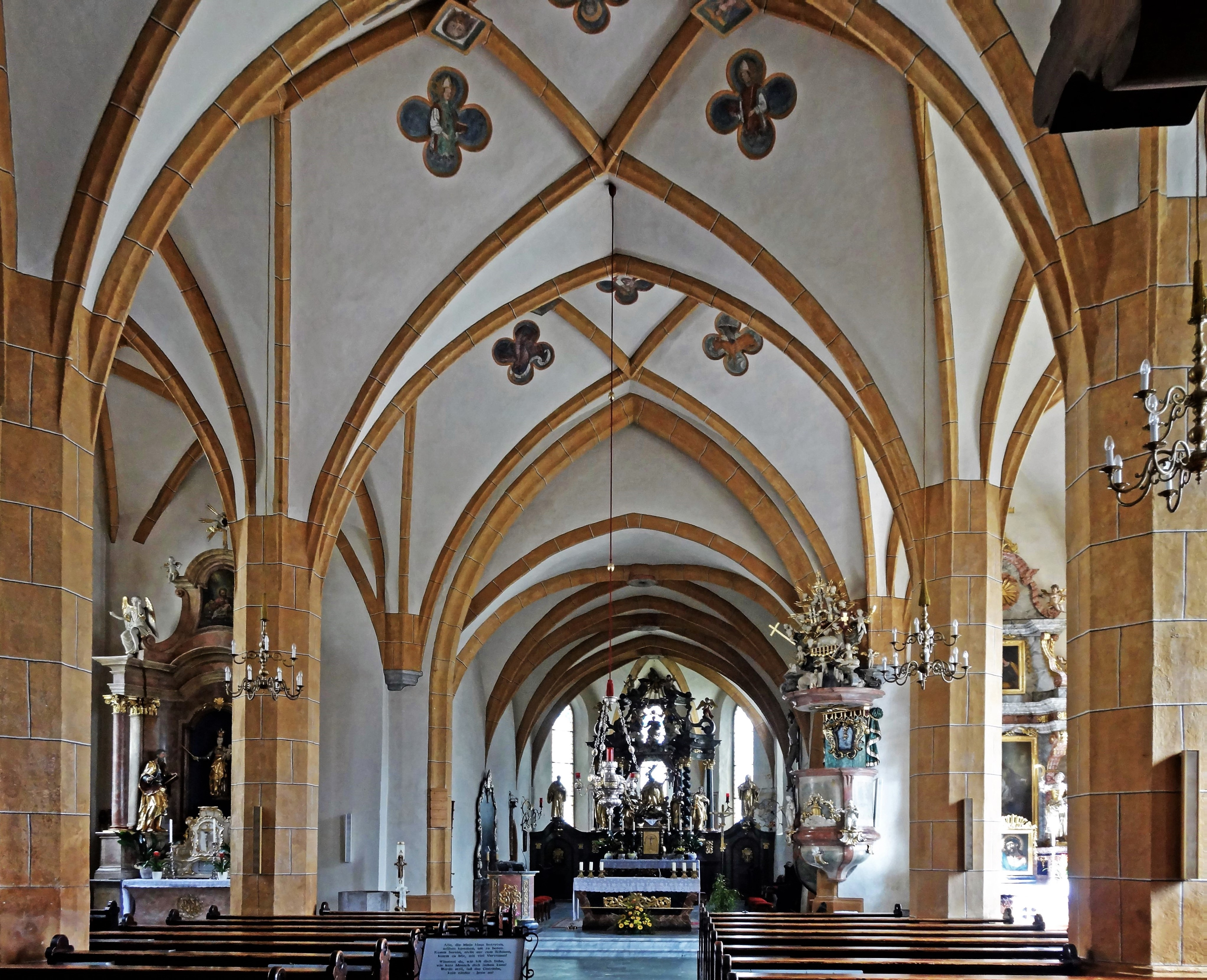
Innenansicht

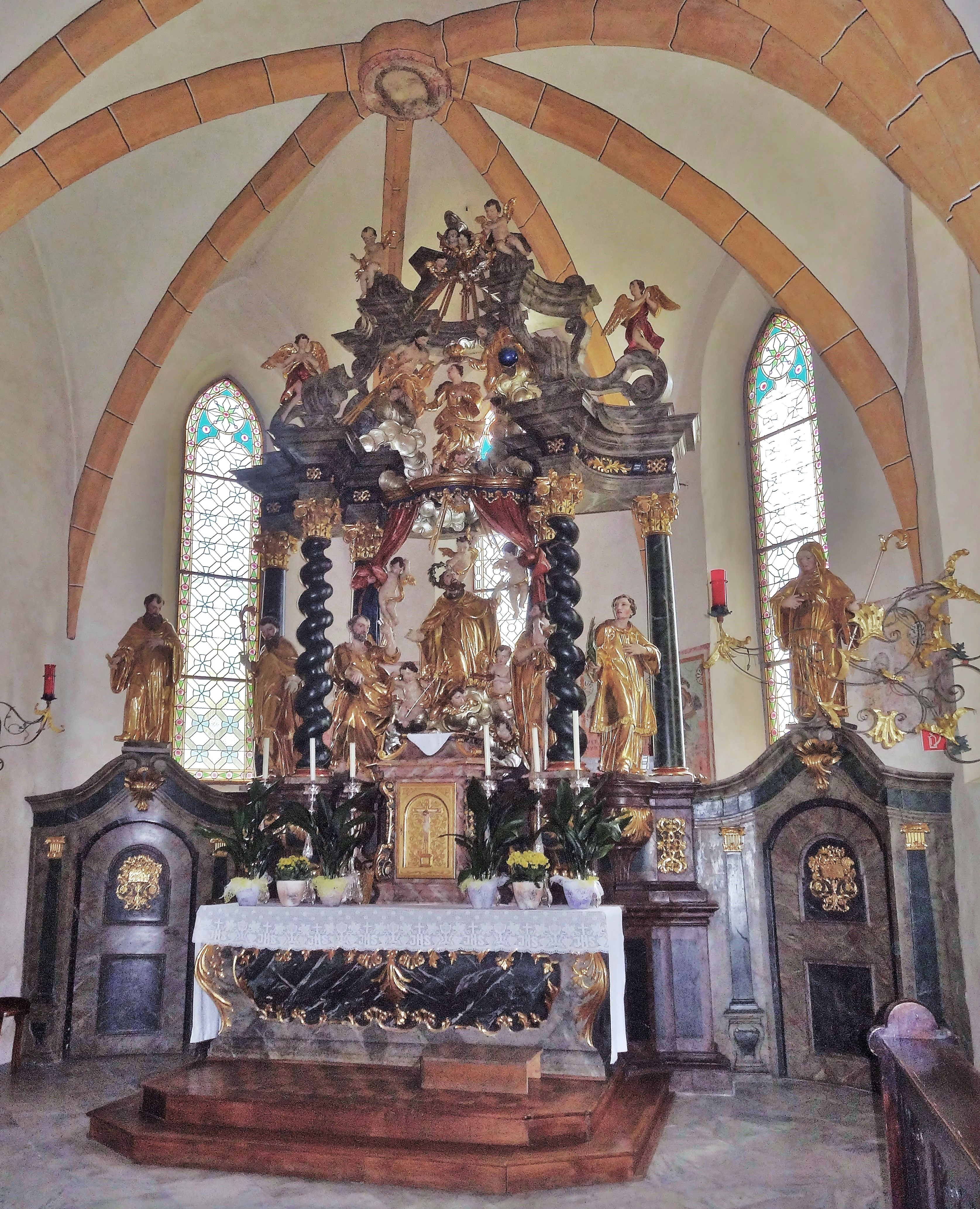
Der Hochaltar

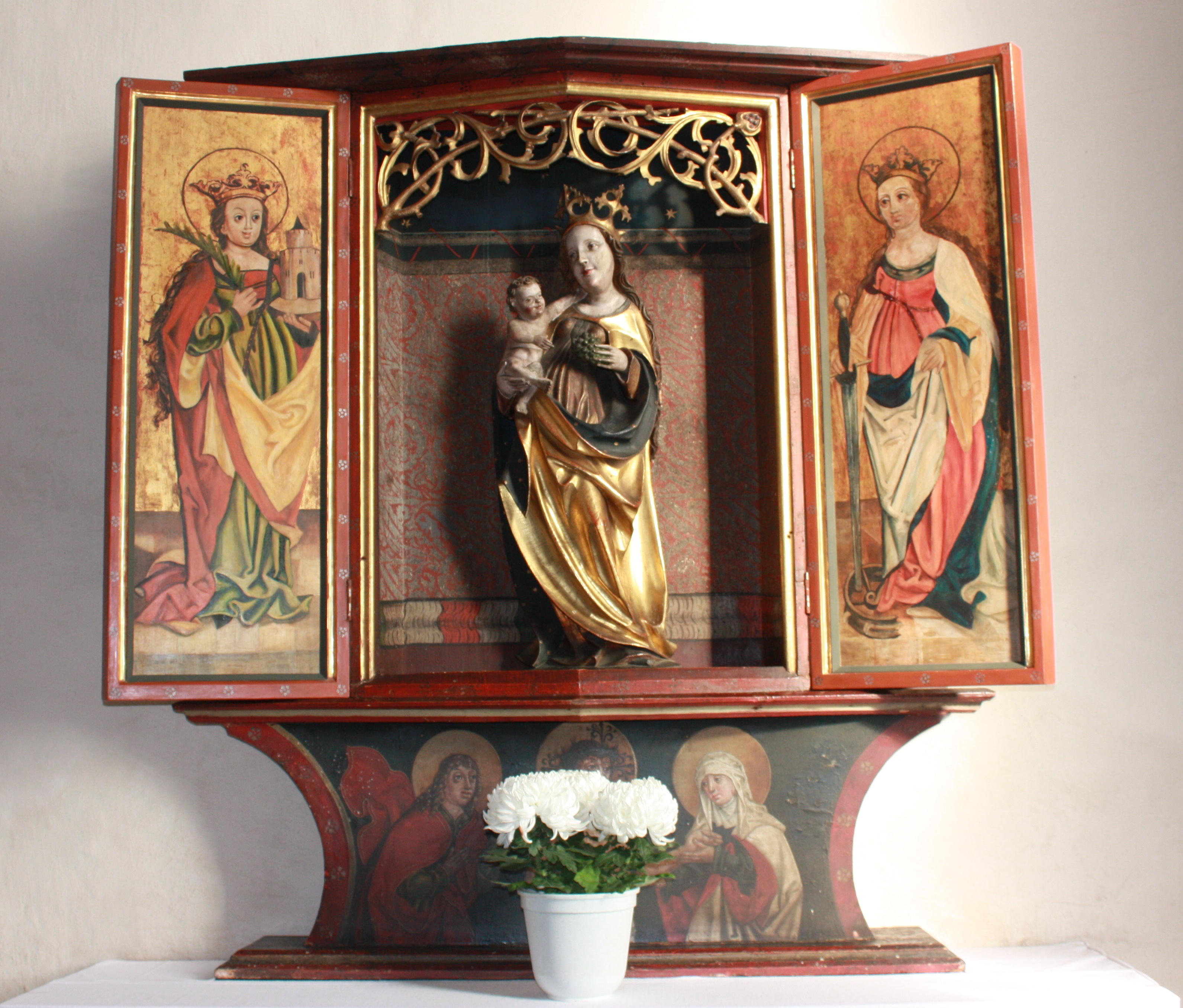
Altar in der Wolkensteinerkapelle

Die Pfarrkirche in Hermagor ist den heiligen Hermagoras und Fortunatus geweiht und liegt erhöht inmitten des Ortes auf der Stocksteinerwand.

## Geschichte
Die Pfarre wurde 1169 zum ersten Mal urkundlich erwähnt.
Bei der Kirche handelt es sich um einen im 15. Jahrhundert über einem älteren Kern errichteten Bau. Eine Erneuerung erfolgte bereits nach einem Türkeneinfall im Jahre 1478.
Das äußere Erscheinungsbild wurde 1904 nach einem Brand neugotisch umgestaltet. In den Jahren 1993 und 1994 erfolgte eine Außenrestaurierung, 1998 die Innenrestaurierung.

## Bauwerk
Die Kirche besteht aus einem Hallenlanghaus und einem spätgotischen Chor mit 5/8-Schluss und einfach gestuften Strebepfeilern. Die spätgotische Wolkensteinerkapelle in der südlichen Verlängerung des Seitenschiffes ist im Außenbau in das Langhaus einbezogen.
Das Westportal und das südliche Seitenportal sind spitzbogig profiliert.
Im romanisch-gotisch historisierenden Stil sind die Fensterrahmungen, an den Langhausecken die Pilasterverkleidung und die fialenbekrönten Aufsätze, sowie das umlaufende Spitzbogenfries und die Giebelfeldgliederung der Westfassade.
Der Turm steht an der Nordseite zwischen Chor und Langhaus. Er hat spitzbogige Schallfenster. Sein Spitzgiebelhelm ist mit einer vergoldeten Turmkugel mit Kreuz bekrönt.
An der Außenmauer der Kirche sind Grabplatten von Konstantin, Abt von Arnoldstein, Hans Preckinger, gestorben 1599, und eines „von Wolkenstein“ mit der Bezeichnung 149. angebracht.
Die Statue des heiligen Hermagoras an der Südwand der Kirche wurde von Hans Domenig 1961 geschaffen.
Das vierjochige Langhaus ist dreischiffig, wobei die Seitenschiffe halb so breit sind wie das Mittelschiff.
Ein spitzbogiger Triumphbogen trennt das Langhaus vom Chor.
Der zweijochige Chor ist bedeutend niedriger als das Langhaus. An der Nordseite befindet sich im nordseitigen Joch ein spitzbogig abgefasstes Sakristeiportal, im südseitigen Joch die neugotische Spitzbogentür zum Turmaufgang. An der Südseite führt eine profilierte Spitzbogenöffnung über drei Stufen in Jochbreite in die einjochige Wolkensteinerkapelle, mit einfachem Gewölbestern.
Das Netzrippengewölbe im Langhaus erhebt sich über achteckigen Pfeilern. Es verfügt über kunstvoll bemalte Gewölbesteine und figurale Malereien in kleinen vertieften Flächen. Der Schlussstein des Kreuzrippengewölbes im Chor ist mit einem Christuskopf bemalt.
Die Orgel steht auf einer neugotischen Holzempore mit geschnitzter Brüstung über oktogonalen Stützen.

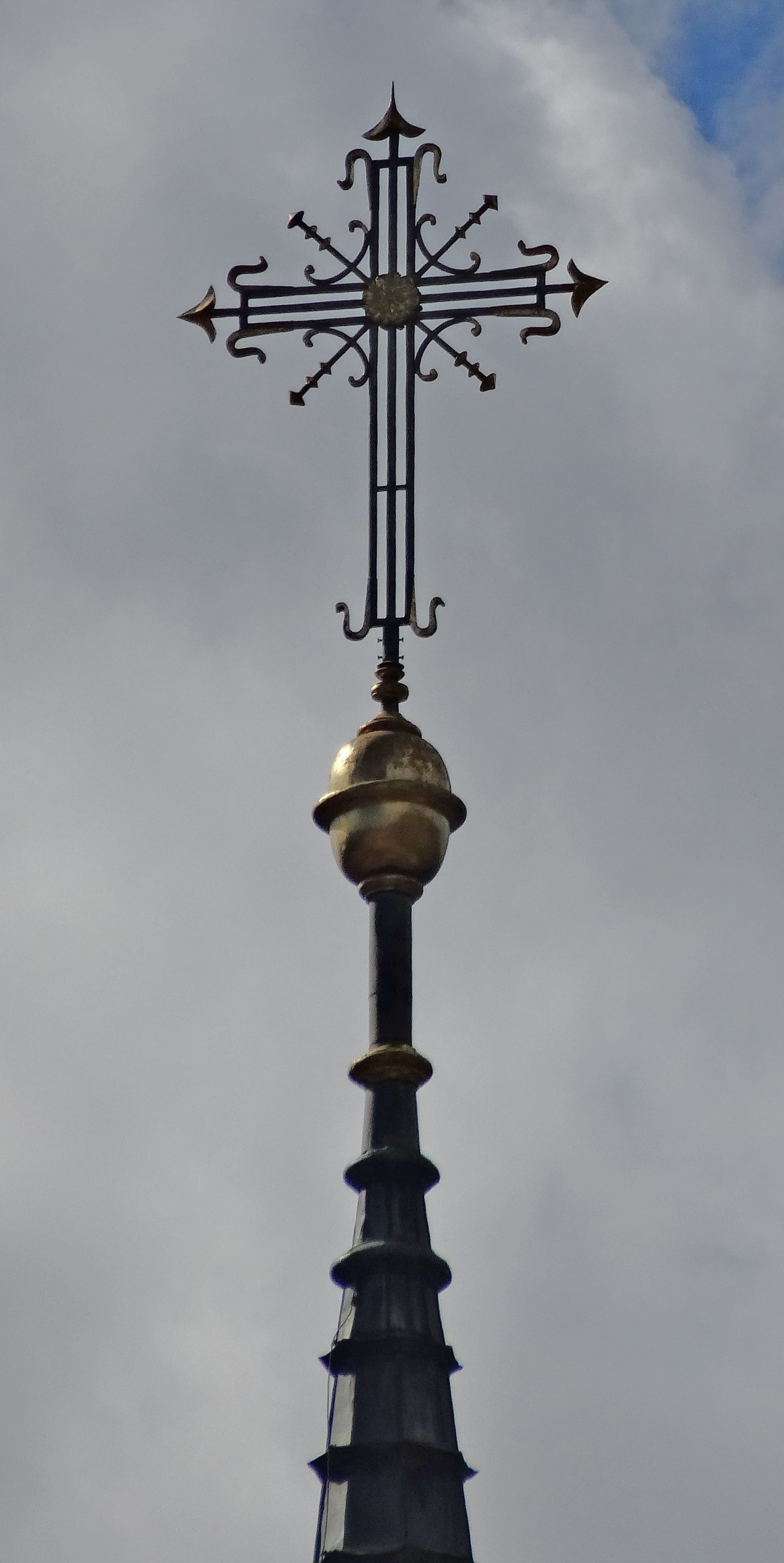
Turmspitze mit Kugel und Kreuz
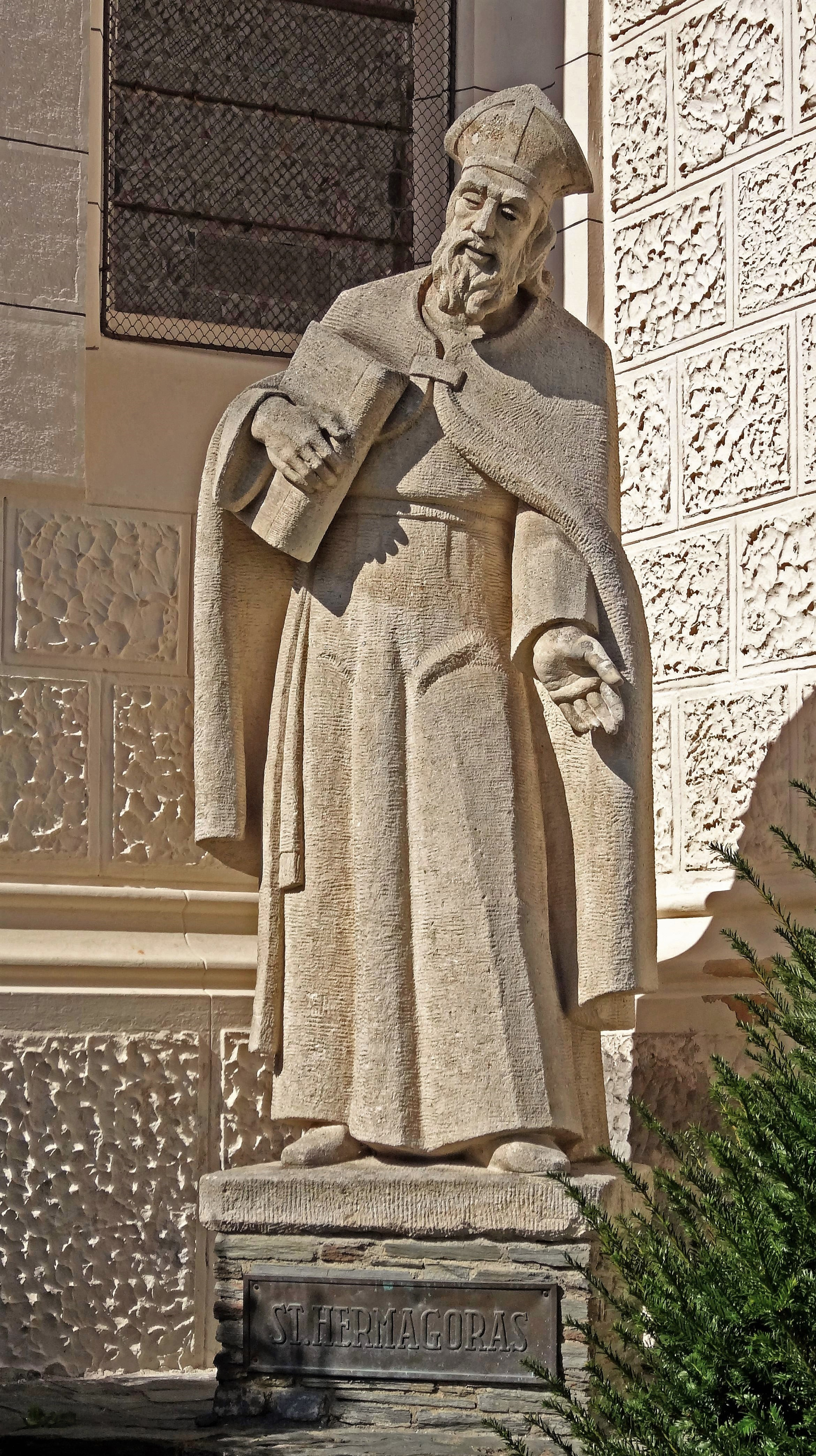
Statue des hl. Hermagoras von Hans Domenig
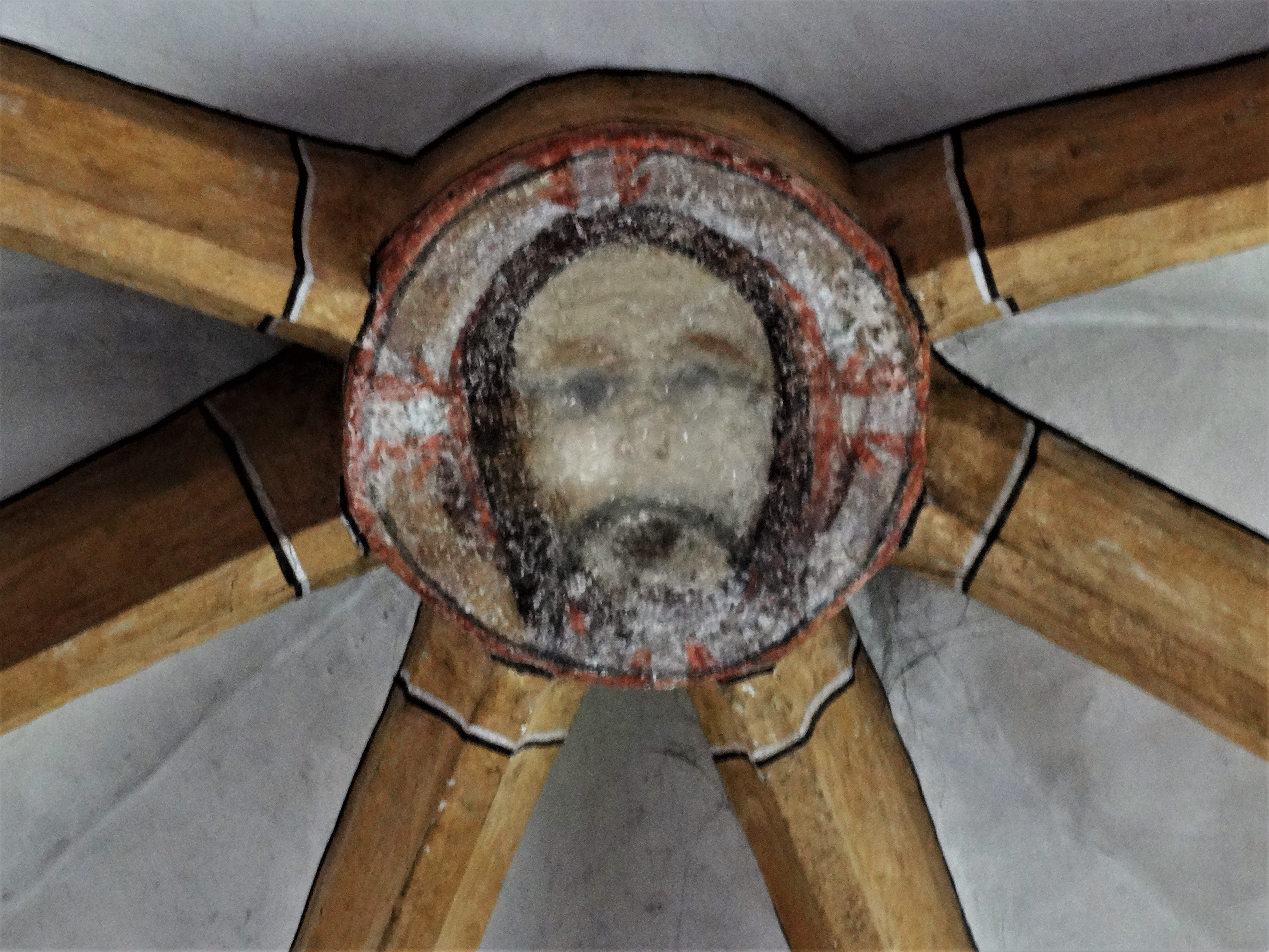
Schlussstein des Chorgewölbes

### Wandmalereien
Im Chor neben dem Eingang in die Wolkensteinerkapelle wurde ein Fragment mit einer Szene aus einer Heiligenlegende freigelegt, die um 1485 geschaffen wurde. Die im Chorschluss hinter dem Hochaltar befindlichen Reste eines Apostelzyklus werden um 1370–80 datiert.
Die Gemälde auf den Schlusssteinen und in den Vierpassfeldern wurden um 1478–85 von einer Pustertaler Werkstatt ausgeführt.

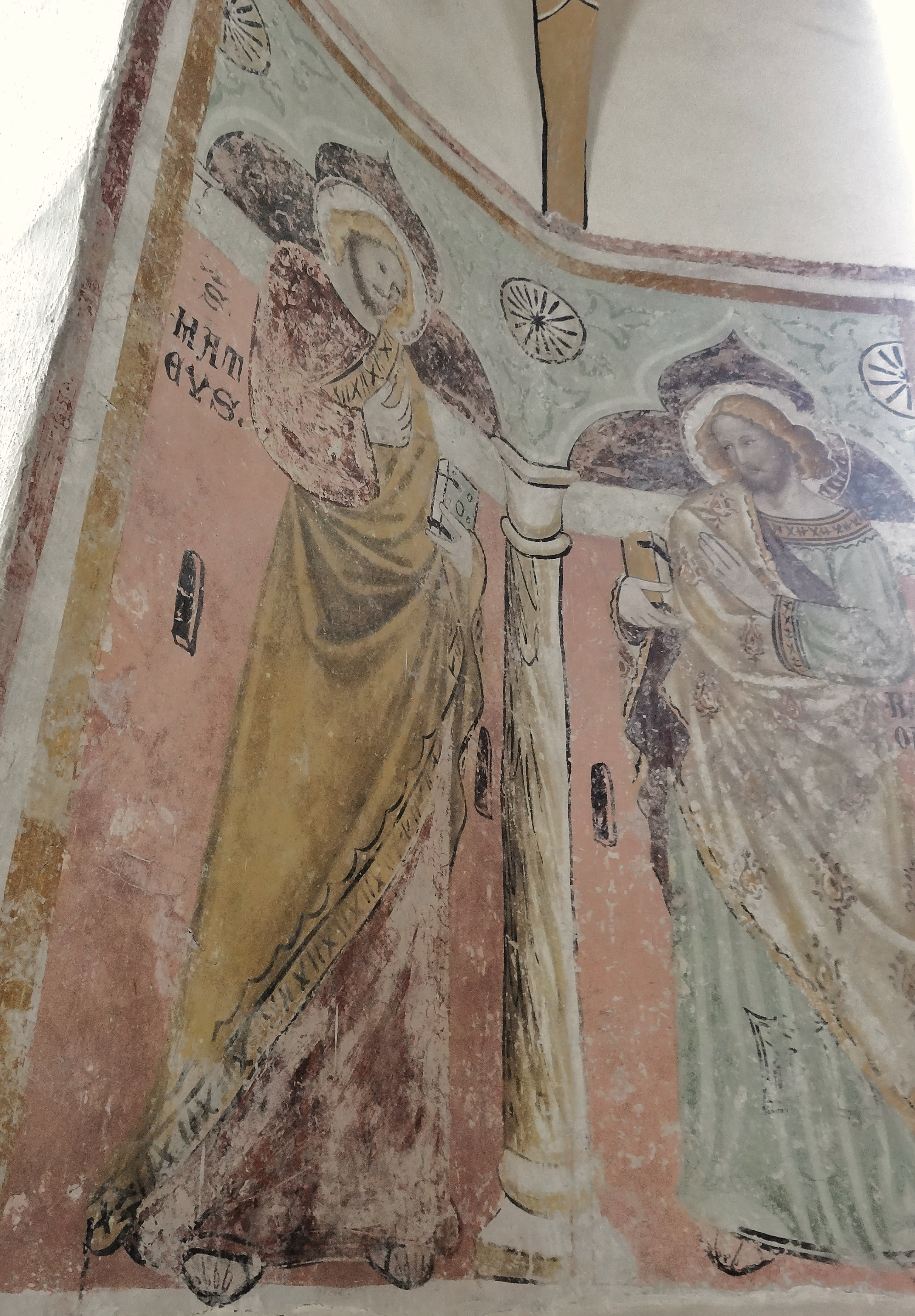
Fresko im Chorschluss
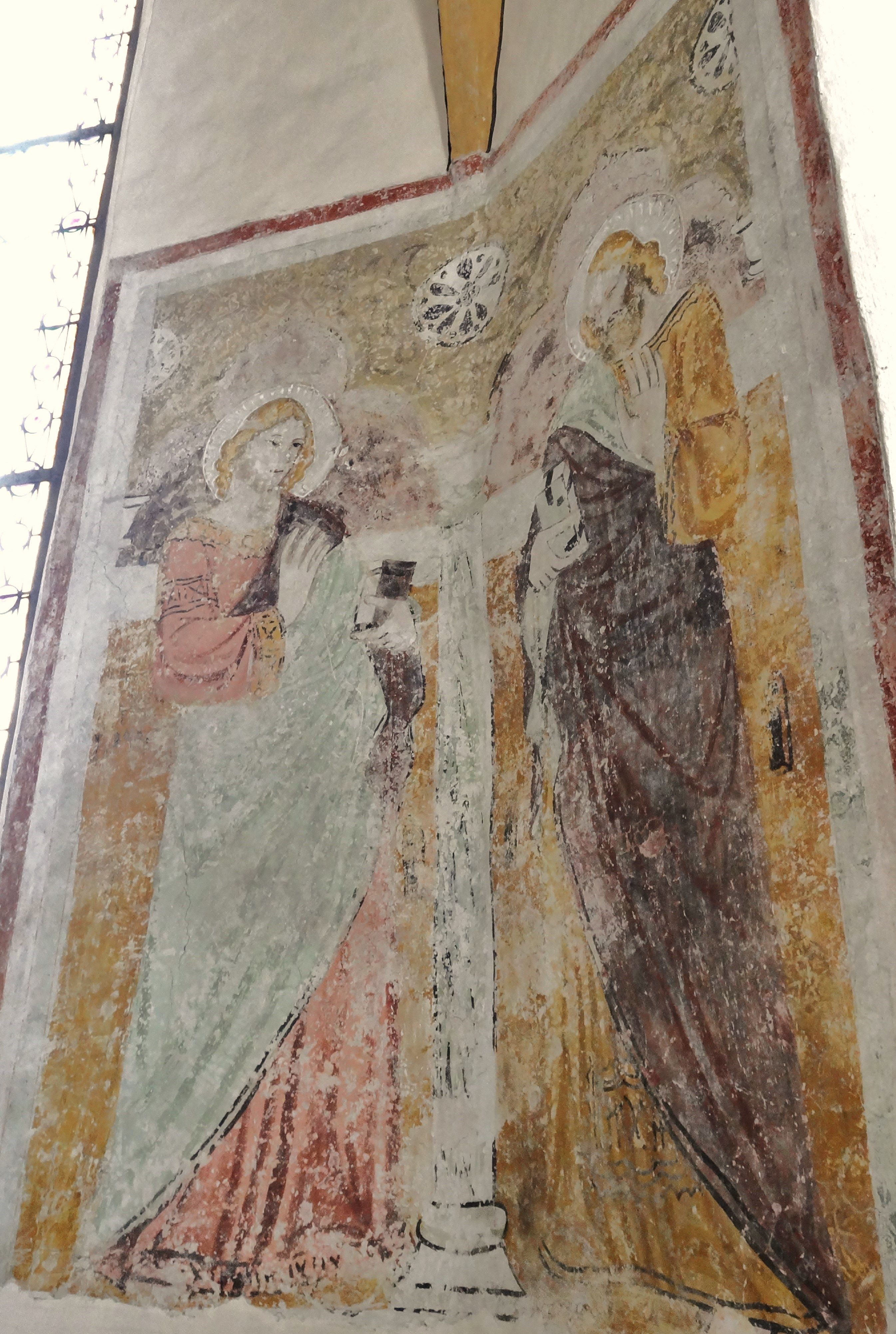
Fresko im Chorschluss

## Einrichtung
Die Einrichtung der Kirche stammt vorwiegend aus dem Barock.
Der Hochaltar, der von Johann Paterer im Jahre 1749 geschaffen wurde, hat eine offene dreiteilige Säulenarchitektur.
Die Mittelfigur stellt den heiligen Hermagoras dar. Die Assistenzfiguren sind die Apostel Petrus und Paulus. Im Altaraufsatz ist eine bewegt konzipierte Marienkrönungsgruppe. Über den Opfergangsportalen stehen die Figuren des hl. Benedikt (mit den Ordensregeln) links und der hl. Scholastika (mit Äbtissinenstab) rechts.
Der südliche Seitenaltar zeigt im Mittelbild einen über Wolken schwebenden heiligen Nepomuk. Assistenzfiguren sind die heilige Notburga von Rattenberg mit der Sichel und die heilige Barbara mit dem Kelch. Im Oberbild ist die Erziehung der Maria zu sehen, auf der Mensa steht ein Heiligen-Haupt-Bild.
Am schlichteren nördlichen Seitenaltar steht eine neugotische Madonnenfigur.
Die Seitenfiguren, der heilige Joachim und die heilige Anna, sowie die Engel und der Tabernakel stammen aus dem Rokoko. Das Oberbild zeigt Josef, den Nährvater mit dem Jesuskind.
Der Altar in der Südkapelle des Chors, der Wolkensteinerkapelle, stammt aus der Zeit um 1510 aus der älteren Villacher Werkstatt. Er zeigt in der Predella Christus als Schmerzensmann mit dem Apostel Johannes und die Madonna. Darüber steht in der Schreinnische die Statue der Madonna mit Kind und Traube. Die beweglichen Flügel zeigen innen die heiligen Barbara und Katharina, außen Maria und den Verkündigungsengel. Die originalen Schreinflügel wurden 1987 Opfer eines Diebstahls und wurden durch Fotokopien ersetzt. Auf den festen Flügeln sind die Pestheiligen Sebastian und Rochus zu sehen.
Mit zum bedeutenden Barockbestand zählt die streng geformte und reich ausgestattete Rokokokanzel, die um 1770 entstanden ist. An der Korbbrüstung ist Christus und ein kniender Petrus bei der Schlüsselübergabe zu sehen. Die vier Statuetten stellen die Evangelisten dar. Auf dem Schalldeckel steht das Lamm Gottes auf dem Buch mit den sieben Siegeln.
Eine große Holzfigur des Hl. Hermagoras, geschaffen von Franz Barwig d. Älteren, steht an der Rückwand des Kirchenraumes, an der linken Wand befindet sich eine Holzskulptur, geschnitzt von Max Domenig, die den Hl. Antonius v. Padua darstellt.

### Orgel
Die Orgel wurde 1860 von dem Orgelbauer Josef Grafenauer (Egg im Gailtal) gebaut und 1997 restauriert. Das Schleifladen-Instrument hat 14 Register auf zwei Manualen und Pedal. Die Spiel- und Registertrakturen sind mechanisch. Die Pedalregister sind bis H ausgebaut; die Klaviatur reicht für die Pedalkoppel bis f0.
| I Hauptwerk C–c3 |     |
| Bordun           | 16′ |
| Principal        | 8′  |
| Salicional       | 8′  |
| Flöte            | 8′  |
| Octave           | 4′  |
| Flöte            | 4′  |
| Octave           | 2′  |
| Mixtur III       |     |

| II Unterwerk C–c3 |    |
| Gedeckt           | 8′ |
| Gamba             | 8′ |
| Rohrflöte         | 4′ |

| II Nebenwerk C–H |     |
| Subbass          | 16′ |
| Octavbass        | 8′  |
| Quintbass        | 6′  |

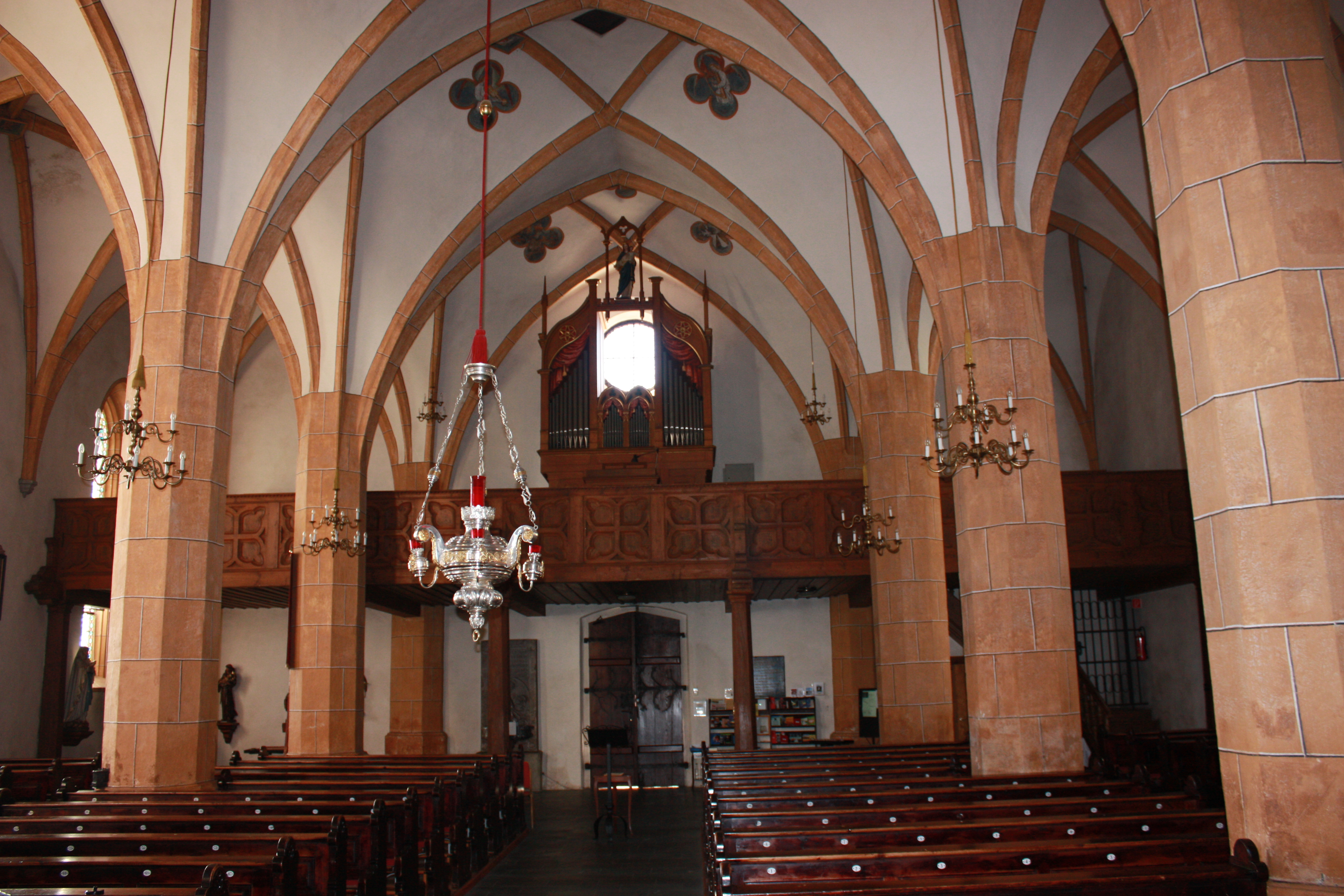
Innenansicht mit Blick auf die Orgel

- Koppeln: II/I, I/P (durchkoppelnd)

### Sonstiges
Weiters sehenswert sind der Betstuhl mit Einlegearbeit aus dem 18. Jahrhundert, ein großes barockes Kruzifix an der nördlichen Chorwand und der achteckige, spätgotische Taufstein mit Wappentartschen und einer Taufgruppe aus dem 18. Jahrhundert.
Im Kircheninneren sind Wappengrabplatten von Andre Meixner (gestorben 1502) und Jörg von Malentein (gestorben 1521) angebracht.